# Ануїтет
Ануїтет (лат. annuitas — щорічний платіж, annus — рік) — фінансова рента, послідовність грошових платежів (виплат або надходжень) через однакові проміжки часу (періоди ренти). Найчастіше розглядаються ануїтети з постійними платежами. Ануїтет називається звичайним (або постнумерандо), якщо платіж за кожний проміжок здійснюється в кінці цього проміжку. В ануїтеті пренумерандо платежі відбуваються на початку кожного проміжку. Строковий ануїтет передбачає скінченну кількість платежів, довічний — нескінченну.
Ануїтетом називається також один з видів довготермінової державної позики, за якою щороку виплачують відсотки та погашають частину боргу. Такі ануїтети були розповсюджені вже в XVII—XIX століттях. Ануїтет як схема сплати довготермінового кредиту означає рівні виплати протягом усього періоду.

## Опис ануїтету
Щоб описати ануїтет треба подати:
- період ренти (проміжок часу між послідовними платежами),
- кількість платежів {\displaystyle n},
- величини платежів {\displaystyle R_{j},j=1,...,n}
- момент першого платежу,
- процентну ставку для періоду ренти {\displaystyle i}.

Вважається, що ануїтет триває від початку першого проміжку до кінця останнього, незалежно від того, в який момент проміжку відбувається платіж.

## Оцінка ануїтету постнумерандо
В ануїтеті постнумерандо {\displaystyle j}-ий платіж відбувається в момент {\displaystyle j} рахуючи час у періодах ренти від початку першого з цих періодів.
|          | {\displaystyle R_{1}} | {\displaystyle R_{2}} |       | {\displaystyle R_{n}} |
| платежі: | ↑                     | ↑                     |       | ↑                     |
|          | ————                  | ————                  | … … … | ————                  |
| час:     | 1                     | 2                     |       | n                     |

В загальному випадку приведена вартість строкового ануїтету обчислюється як сума приведених вартостей всіх платежів.
.
Аналогічно, майбутня вартість ануїтету
.
У випадку постійних платежів {\displaystyle R_{j}\equiv R=const} праві сторони цих формул є сумами скінчених геометричних прогресій, що дозволяє позбутися сумування. Приведена вартість ануїтету з постійними платежами обчислюється за формулою
або, використовуючи означення актуарної математики,
Величина {\displaystyle a_{{\overline {n}}|i}={\frac {1-\left(1+i\right)^{-n}}{i}}} називається множником (процентним фактором) приведеної вартості ануїтету.
Аналогічно, майбутня вартість ануїтету з постійними платежами
або, використовуючи означення актуарної математики,
Величина {\displaystyle s_{{\overline {n}}|i}={\frac {\left(1+i\right)^{n}-1}{i}}} називається множником (процентним фактором) майбутньої вартості ануїтету.

### Приклади
Приклад 1. Обчислити суму, яка повинна знаходитись на рахунку на початку року, щоб з цього рахунку можна було виплачувати по 500 гривень в кінці кожного місяця протягом п'яти років. Номінальна процентна ставка рахунку становить 9 %, капіталізація відсотків відбувається в кінці кожного місяця.
Розв'язок. Періодом цього ануїтету є місяць, місячна процентна ставка становить {\displaystyle i=9\%/12=0{,}75\%}. Ануїтет має {\displaystyle n=5\cdot 12=60} платежів величиною {\displaystyle R=500} гривень. Нас цікавить приведена вартість. Множник приведеної вартості ануїтету
{\displaystyle a_{{\overline {60}}|0,75\%}={\frac {1-\left(1+0{,}0075\right)^{-60}}{0{,}0075}}=48{,}17337}
Таким чином, щоб виплатити 60 платежів вистачить на початку мати на рахунку трохи більше 48 відповідних сум — решту покриють відсотки нараховані протягом 5 років. Отже, на рахунку треба мати (щонайменше)
{\displaystyle P=500\cdot 48{,}17337=24086{,}69} гривень.
Приклад 2. Рахунок опроцентований номінально під 12 % з щомісячною капіталізацією відсотків. Яку суму необхідно вплачувати в кінці кожного місяця від січня до липня, щоб на кінець липня назбирати 5000 гривень на відпустку?
Розв'язок. Періодом цього ануїтету є місяць, місячна процентна ставка становить {\displaystyle i=12\%/12=1\%}. Ануїтет має {\displaystyle n=7} платежів, майбутня вартість {\displaystyle F=5000} гривень.
Множник майбутньої вартості ануїтету
{\displaystyle s_{{\overline {7}}|1\%}={\frac {\left(1+0{,}01\right)^{7}-1}{0{,}01}}=7{,}21354}
Перетворюючи формулу майбутньої вартості отримаємо
{\displaystyle R={\frac {F}{s_{{\overline {n}}|i}}}}
Отже, щомісячний платіж становить
{\displaystyle R={\frac {5000}{7{,}21354}}=693{,}14} гривні.

## Оцінка ануїтету пренумерандо
В ануїтеті пренумерандо {\displaystyle j}-ий платіж відбувається в момент {\displaystyle j-1}, тобто, порівнюючи з ануїтетом постнумерандо, на один період раніше.
|          | {\displaystyle R_{1}} | {\displaystyle R_{2}} |       | {\displaystyle R_{n}} |
| платежі: | ↑                     | ↑                     |       | ↑                     |
|          | ————                  | ————                  | … … … | ————                  |
| час:     | 0                     | 1                     |       | n-1                   |

Внаслідок цього кожен платіж опроцентовується на один період довше, і у формулах для приведеної та майбутньої вартості з'являється додатковий множник {\displaystyle (1+i)}. Приведена вартість ануїтету пренумерандо з постійними платежами обчислюється за формулою
або
Величина {\displaystyle {\ddot {a}}_{{\overline {n}}|i}=(1+i)\cdot {\frac {1-\left(1+i\right)^{-n}}{i}}} називається множником (процентним фактором) приведеної вартості ануїтету пренумерандо.
Аналогічно, майбутня вартість ануїтету з постійними платежами
або
Величина {\displaystyle {\ddot {s}}_{{\overline {n}}|i}=(1+i)\cdot {\frac {\left(1+i\right)^{n}-1}{i}}} називається множником (процентним фактором) майбутньої вартості ануїтету пренумерандо.

## Визначення кількості платежів
При відомих платежах, процентній ставці та приведеній/майбутній вартості кількість платежів звичайного ануїтету визначається за формулами
або

### Приклади
Приклад 1. Обчислити скількома місячними платежами по 6000 гривень можна сплатити кредит 300 тис. гривень якщо номінальна процентна ставка дорівнює 18 %, капіталізація відсотків — щомісяця.
Розв'язок. Місячна процентна ставка становить {\displaystyle i=18\%/12=1{,}5\%}, сума кредиту це початкова вартість ануїтету. Отже
{\displaystyle n=-{\frac {ln\left(1-{\frac {0{,}015\cdot 300000}{6000}}\right)}{ln(1+0{,}015)}}=93{,}11}
Результат треба заокруглити вгору (загальні принципи заокруглення тут не працюють — 93-ох платежів недостатньо). Отже цей кредит можна сплатити за 94 місяці (останній платіж буде менший).

## Ануїтет як схема сплати кредиту
Ануїтетні (рівні) платежі є однією з можливих схем сплати кредиту. Величина платежу визначається за формулами для ануїтету постнумерандо (за умови, що перший платіж відбудеться за один період після надання суми кредиту). Найчастішою альтернативою є тзв. стандартна (класична, лінійна) схема, відома також як диференційовані платежі.
В стандартній схемі основна сума боргу сплачується рівними частинами разом з поточними відсотками. Оскільки відсотки нараховуються від щоразу меншої суми боргу, то платежі з часом зменшуються. Перші платежі за цією схемою є значно більшими за ануїтетний платіж, останні — значно меншими.
Поширена думка, що сплата за ануїтетною схемою є значно дорожчою, базується на некоректних обчисленнях. Сума всіх платежів за ануїтетною схемою дійсно виходить більшою ніж відповідна сума при стандартній схемі, особливо при високій процентній ставці та довготерміновому кредиті. Однак, таке сумування платежів не враховує зміни вартості грошей у часі. Високі ставки часто пояснюються високою інфляцією, вартість грошей швидко падає. У стандартній схемі великі перші платежі сплачуються «дорогими» грошима, а малі платежі — знеціненими. Також при стандартній схемі великі перші платежі можуть бути не під силу боржнику.